# Macari d'Esparta
Macari d'Esparta (en llatí Macarius, en grec antic Μακάριος) fou un militar espartà que va viure al segle v aC.
Era un dels tres comandants enviats al sisè any de la Guerra del Peloponès a petició dels etolis per aconseguir la submissió dels messenis de Naupacte l'any 426 aC. La ciutat va ser salvada per l'ajuda que va rebre dels acarnanis el general Demòstenes que, derrotat, s'havia refugiat a la ciutat.
També va prendre part en l'expedició contra Argos d'Amfilòquia, el mateix any, operació en la qual va morir en la batalla d'Olpes (Olpae), juntament amb un dels altres comandants, Euríloc d'Esparta, segons diu Tucídides.